# Bod (gmina)
Bod – gmina w Rumunii, w okręgu Braszów. Obejmuje miejscowości Bod i Colonia Bod. W 2011 roku liczyła 3994 mieszkańców. 